# フィーバーデーモン
フィーバーデーモンは、1998年2月にSANKYOが発売した、デーモン閣下とタイアップしたパチンコ機のシリーズ名。
フィーバーデーモンGXとCRフィーバーデーモンGPの2機種がある。

## 概要
液晶型のデジパチ。デーモン閣下がデジタル画面を縦横無尽に駆け巡る様々な演出で登場する。現金機とCR機がほぼ同時に発売された。大当たり図柄は全9種類あり、有効ラインは5ラインで横か斜めに同じ図柄が3つ揃えば大当たりとなる。現金機は3・6・7図柄のいずれかで大当たりの場合、メインデジタル150回転までの時短モードに突入する。アタッカーは10カウントで、最高16回の継続を行う。現金機の賞球数は13個なので、一回の大当たりで獲得できる出玉は約2000個になる。現金機の大当たり確率は1/202で当時のデジパチでは当たりやすい部類の機種であった。CR機は確変を搭載しており、3・6・7・9の大当たり図柄いずれかが横3ラインか、斜め2ラインに揃うと次回までの確変に突入する。確変継続回数にはリミッターが付いており最高5回までとなっている。6図柄にはデーモン閣下が描かれており、従来の概念を打ち破って6図柄が確変図柄になっている点が特徴である。
大当たり図柄が全9種類ある機種として、同社から1993年に発売されたフィーバーオールセブンと、1996年に発売されたフィーバーアラビアンがある。
登場キャラクターは、通常時から大当たり中まで活躍するデーモン閣下以外に、本機オリジナルキャラクターの「子デーモン」と、リーチ中に登場するSANKYOオリジナルキャラクターのドラムくんや、「ミイラ男」と「お姉ちゃん」がいる。リーチ演出上でドラムくんは味方として登場し、ミイラ男とお姉ちゃんは敵として登場する。
ゲージ構成は、当時SANKYOが発売していた機種と大きな違いはなく、デジタル始動口上のステージからの入賞が多い。このステージに玉を運ぶためにはワープを通過する必要があるので、ワープ入賞口周辺は重要な箇所となる。
本機は、「FF枠」対応機種である。過去の機種に使用されていたFF枠の色違いとして登場した赤バージョンのFF枠98対応機種として登場し、見栄えが非常に派手であった。FF枠98は本機から採用されており、従来のFF枠は近代的でメタリックなイメージであったが、FF枠98はポップな雰囲気を表現している。

## スペック
- フィーバーデーモンGX
  - 賞球数 5&13
  - 大当たり最高継続 16R
  - 大当たり確率 1/202
  - 時短突入率　1/3
  - 時短回数　150回
- CRフィーバーデーモンGP
  - 賞球数 6&15
  - 大当たり最高継続 16R
  - 大当たり確率 1/337
  - 確変中大当たり確率　1/67.4
  - 確変突入率　4/9
  - 確変期間　以後1回の大当たりまで　5回リミッター

## 図柄
- 1
- 2
- 3
- 4
- 5
- 6
- 7
- 8
- 9

## 演出
デジタル回転中の背景は、普通青色だが突然回転開始時に画面が白黒にフラッシュし、デーモン閣下が登場する予告フラッシュがある。この予告があった場合は右デジタル停止時にもデーモン閣下が登場し、デジタルを止めるアクションを行う。予告後に左右出目が同時に停止するパターンもあり、出現頻度は低いが、発生すると大当たり信頼度は上昇する。予告後に台枠のランプが光っていればこのパターンである。同時停止パターン時は、予告後の出目停止時にデーモン閣下は登場しない。予告フラッシュは派手なアクションだが、リーチにならないこともある。
リーチアクションは5種類ある。リーチの基本形はノーマルリーチからの発展タイプで、発展するごとに信頼度も上昇する。リーチアクションのうち、「丸太リーチ」と「どんけつリーチ」に発展した場合に、2段階目まで発展するとドラムくんが登場し、デーモン閣下の代わりに対決演出を行う。

- ノーマルリーチ
  - 名前の通り、何の変哲もない普通のリーチ。

- コマ送りリーチ
  - ノーマルリーチ後、中出目がいったん停止した後にコマ送りするアクション。出現率は低く、そこそこ期待できるリーチだ。

- 丸太リーチ
  - デーモンとミイラ男が丸太の上で激しくバトル。ただし、このままでは信頼度は低く、発展しないと大当りはまず望めない。デーモンがミイラ男に敗れても、ドラム君出現によりハイチャンス！再びミイラ男との勝負となり、ドラム君の勝利で大当りだ。

- どんけつリーチ
  - 水着姿のお姉ちゃんとデーモンが尻相撲するアクション。デーモンが勝つと大当りだ。このリーチアクションも発展しないと期待薄。水着姿のお姉ちゃんもドラム君にはなかなか勝てないらしい。

- 人魚リーチ
  - デーモンフラッシュ発生後、デジタル画面の背景の色が変わると人魚リーチが発生。しかし、この時点での信頼度はイマイチ。画面の右側からデーモンが出現するとほぼ大当り確定。もちろん一番信頼度の高いリーチである。なお、ハズレも目撃されている。

—『パチンコ必勝ガイド 爆裂年鑑'99 永久保存版』p102
人魚リーチを除くスーパーリーチは全てノーマルリーチが外れた後に発展するが、ハズレで変動が終わるか発展するかを見分ける方法がある。リーチ時に動いている背景が、ハズレで停止した時にまだ動いていれば何らかのスーパーリーチに発展する。人魚リーチは、予告フラッシュからしか発生しないリーチとなる。
大当たりするとデーモン閣下がVサインで祝福してくれる。大当たりラウンド中のデジタル画面には、デーモン閣下の悪魔ワールドがストーリー仕立てでコミカルに描かれ、ラウンド消化中も遊技している人を楽しませるものになっている。その内容は悪魔らしからぬ日常を描いたものである。
現金機の時短中は、ミニデジタルの停止時間が、2.0〜5.1秒に短縮される。電チューの開放時間も通常時は0.3秒×1回のところ、時短中は2.5秒×2回に変更される。CR機も通常時と確変時で、小当たり性能が異なり、小当たり確率は通常時3/11のところ、確変時は10/11までアップする。ミニデジタル回転時間も通常時は約29.2秒のところ、確変時は約5.1秒まで短縮される。電チュー開放時間は通常時が約0.5秒のところ、確変時は約1.6秒まで延長される。電チュー開放時は時間の経過か、規定カウント数入賞で閉じる仕様である。この規定カウントは通常時であれば1個カウントまで、確変時は2個カウントするまでである。

## コンシューマ移植
- SANKYO FEVER実機シミュレーション Vol.3(PlayStation用)
  - 『SANKYO FEVER実機シミュレーション Vol.3』(PlayStation用、ティー・イー・エヌ研究所、1998年5月28日発売、SLPS-01393、JAN-4997940200071)にフィーバーデーモンGXとCRフィーバーデーモンGPが収録。